# Bergou János
| Bergou                                    | Bergou                                                  |
| Kattints az alábbi külső linkek egyikére! | Kattints az alábbi külső linkek egyikére!               |
| ----------------------------------------- | ------------------------------------------------------- |
| Nem található szabad kép.(?)              |                                                         |
| külső link · jogvédett                    | Bergou János, a Pécsi Tudományegyetem díszdoktora. 2013 |

Bergou János (Budapest, 1947. március 22. –) magyar származású, Amerikában élő fizikus. A fizikai tudományok kandidátusa (1982), a fizikai tudományok doktora (1994).

## Életpályája
1965–1970 között az ELTE Természettudományi Kar (ELTE TTK) hallgatója volt. 1970–1990 között a Magyar Tudományos Akadémia Központi Fizikai Kutatóintézetének tudományos főmunkatársa volt. 1975-ben az ELTE-n Ph.D. fokozatot szerzett. 1982-ben habitált. 1983–1984 között a müncheni Max Planck Kvantumoptikai Intézetben Humboldt-ösztöndíjas volt. 1986–1989 között az Új-mexikói Egyetemen volt vendégprofesszor. 1990 óta a New York-i Városi Egyetem professzora. 1999–2000 között a Pécsi Egyetem Fizikai Intézetének vezetője volt.
Kutatási területe a fényterek kvantumfluktuációi.

## Családja
Szülei: Bergou János és Zettler Gizella voltak. 1972-ben házasságot kötött Fehérpataky Valériával. Három gyermekük született: Attila (1980), Miklós (1982) és Katalin (1985).

## Díjai
- MTA Ifjúsági Díj (1976)
- Selényi Pál-díj (1979)
- Jánossy Lajos-díj (1982)
- Humboldt-ösztöndíj (1982-1983)
- MTA Kutatási Díj (1983)
- Marx György Fizikai Szemle nívódíj (1999)
- A Magyar Érdemrend tisztikeresztje (2013)